# Marrus antarcticus
Marrus antarcticus är en nässeldjursart som beskrevs av Totton 1954. Marrus antarcticus ingår i släktet Marrus och familjen Agalmatidae. Inga underarter finns listade i Catalogue of Life.